# O Conde de Monte Cristo
O Conde de Monte Cristo (do francês: Le Comte de Monte-Cristo) é um romance de aventura francês escrito por Alexandre Dumas (pai), em colaboração com Auguste Maquet, concluído em 1844. Inicialmente publicado como folhetim de 1844 a 1846. Vagamente baseada na vida de Pierre Picaud, a obra conta a história do promissor marinheiro Edmond Dantès, preso injustamente por um crime que não cometeu. Na prisão, ele faz amizade com um culto abade, que lhe indica o caminho para uma imensa e antiga fortuna, que Edmond utiliza para, disfarçado como o conde de Monte Cristo, se vingar daqueles que o traíram. 
É considerado, juntamente com Os Três Mosqueteiros, uma das mais populares obras de Dumas, e é frequentemente incluída nas listas de livros mais vendidos de todos os tempos. O nome do romance surgiu quando Dumas a caminho da Ilha Monte-Cristo, com o sobrinho de Napoleão, disse que usaria a ilha como cenário de um romance.
O folhetim sobre essa história foi publicado em partes: primeira, de 28 de agosto a 19 de outubro de 1844; segunda, de 31 de outubro a 26 de novembro de 1844; terceira, de 20 de junho 1845 a 15 de janeiro de 1846.

## Sinopse
"Um romance do Destino. Vítima e vingador, Edmond Dantès, o personagem central, encarna ele próprio, o destino.
A história de um homem bom a quem roubam a liberdade e o amor. No cativeiro trava amizade com o abade Faria, que lhe oferece ajuda para a fuga.
Um homem que regressará coberto de riquezas, vingador impiedoso, para além de toda a lei humana ou divina."
Edmond Dantès, um audacioso mas ingênuo marinheiro de 19 anos, é preso sob falsa acusação de ser espião de Napoleão Bonaparte, em 1815, por ter ido à Ilha de Elba, e ter recebido uma carta do mesmo em seu exílio. Na verdade, era vítima de um complô entre três pessoas interessadas:
- o juiz de Villefort, filho do destinatário da carta de Napoleão, que, mesmo atestando sua inocência, quis silenciá-lo;
- seu amigo, Danglars, que desejava o posto de capitão do navio, já que Dantès recebeu o posto por mérito;
- Fernand Mondego, catalão interessado em Mercédès (noiva de Dantès), que invejava Dantès por ser o alvo de seu amor, tornando-se o futuro marido da catalã (que, porém, nunca o esqueceu).

Após 14 anos na prisão do Castelo de If, Edmond consegue fugir, angariando uma grande fortuna, devido a ajuda de um amigo, vizinho de cela, o abade Faria, um preso político que lhe indicou o local do tesouro do Cardeal Spada, além de tê-lo educado por vários anos sobre diversas artes e ciências (química, esgrima, línguas e história em geral). Mesmo não acreditando muito, Edmond investe na aventura e confirma a história de seu velho amigo de prisão, tornando-se milionário. Até lá, sobrevive trabalhando com piratas, incluindo Jacopo, marinheiro do navio "The Young Amelia". Junta ao seu séquito, o corso Bertuccio e a princesa grega, Haydée, cujo pai, o sultão Ali Paxá, foi destronado.
Anos depois, Edmond cria uma grande teia para se vingar dos seus inimigos, assumindo vários nomes: Lord Wilmore na Inglaterra; Simbad, na Itália, e também o misterioso abade Busoni. Salva a família de seu ex-patrão, Morrel, da miséria. Salva Albert, Visconde de Morcerf, filho de Mondego, agora Conde de Morcerf, de um sequestro em Roma, para se aproximar da sociedade parisiense. No papel de Conde de Monte-Cristo (o tradicional "nobre de toga" — noble de robe — da época, ou burguês que compra título de nobreza), é imediatamente reconhecido por Mercédès, criando divisões entre seus inimigos. Em sua vingança, provoca o seguinte:
- Faz com que Danglars, agora Barão, desmanche o noivado de sua filha Eugénie com Albert (os quais não se gostavam) para casar com o Marquês Andrea Cavalcanti. Danglars, com suas várias ações que faliram, foge para Roma, é capturado e passa um tempo sob cativeiro de Luigi Vampa, sendo depois perdoado por Monte-Cristo.
- Mondego, oficial do exército francês, é julgado por má conduta e Haydée o acusa como testemunha. Desonrado, arruinado e abandonado pela família, suicida-se.
- Cavalcanti é preso por falsa identidade (seu nome seria Benedetto) e uma série de crimes, e revela no tribunal que é o filho de Villefort, o que enlouquece o juiz, além da suposta morte da filha, Valentine.

A história não acaba sem Edmond juntar Valentine e Maximilien, filho de monsieur Morrel, na Ilha de Monte-Cristo, onde terá seu romance com a grega Haydée.

## Personagens

### Edmond Dantès e seus disfarces
- Filho de Louis Dantès e noivo de Mercédès Herrera. No início, aos 19 anos, Edmond Dantès é imediato a bordo do navio o "Faraó”. Com a morte do capitão, Dantès é feito capitão do mesmo. Ele é denunciado pelo primo de Mercedes, Fernand Mondego, e por seu colega de trabalho, Danglars como espião bonapartista - uma acusação falsa baseada numa tarefa que cumpriu na Ilha de Elba, onde Napoleão Bonaparte estava preso, por ordens do capitão anterior. Edmond é preso e encontra-se detido no Castelo de If (prisão situada ao largo da costa de Marselha). Durante o Governo dos Cem Dias, seus amigos criam histórias de Edmond como um leal servidor do imperador, mas ele não é libertado a tempo; Napoleão cai, e Edmond permanece preso por 14 anos, durante os quais aprende, através de seu colega de prisão, o Abade Faria, filosofia, política, literatura, etiqueta e outras habilidades. Após uma ousada fuga, Edmond encontra um tesouro, legado a ele pelo abade, e se torna imensamente rico. Ele passa dez anos viajando pelo oriente, década essa que utiliza para reunir todos os elementos para sua vingança. Aos 43 anos, Edmond retorna à França para castigar as três pessoas que o traíram: Mondego, Damglars, e o promotor de justiça Gerard de Villefort, que sabia de sua inocência e o manteve preso.

Disfarces e aliases de Edmond Dantès:
- Número 34: encarcerado injustamente no Castelo de If, é o número da sua célula que é usado pelo novo governador para nomear o inocente;
- Conde de Monte Cristo: evadido, ele descobre na ilha de Montecristo o tesouro do Abade Faria. Agora poderoso porque rico e instruído, ele dá a si próprio esse título para entrar na alta sociedade, o Conde de Monte Cristo é também evocado com o nome de Senhor Zaccone;[3]
- Abade Giácomo Busoni: personalidade da autoridade religiosa que lhe permite ganhar a confiança de cada um;
- Lorde Wilmore: personagem alegadamente de nacionalidade inglesa, excêntrico mas generoso, filantropo;
- Simbad, o Marujo: sob o pseudónimo de o lendário marinheiro, ele salva a família Morrel da falência, oferecendo a dote a filha e um navio mercante (baseado nos planos do navio o "Faraó" que tinha desaparecido durante a última viagem meses antes).
- Primeiro homem da Casa de crédito Thomson & French

### Círculo de Edmond Dantès - Conde de Monte Cristo
- Abade Faria: padre português. Condenado em 1811 para crimes com implicações políticas, ele encontra Edmond Dantès no Castelo de If, onde os dois estão detidos. Culto, científico, poliglota e considerado como louco pelos guardas. Ele fez amizade com Edmond Dantès com quem ele elabore um plano de evasão. Antes de morrer de um acidente vascular cerebral, ele revela a localização do seu tesouro na ilha de Montecristo que permita a Edmond Dantès de financiar a sua vingança. O personagem é inspirado em José Custódio de Faria.
- Giovanni Bertuccio: é Corso, antigo contrabandista e homem de honra. Ele é o mordomo do Conde e muito leal a Monte Cristo; também pai adotivo de Benedetto, que ele salvou quando, recém-nascido, foi enterrado vivo pelo seu pai adúltero, Gérard de Villefort.
- Baptistin: valet do Conde de Monte Cristo.
- Ali: escravo mudo de Monte Cristo, originário da Núbia.

### Família "de Morcerf"
- Fernand Mondego: pescador catalão, ele é um dos denunciantes de Edmond Dantès. Ele torna-se Conde de Morcerf e Par de frança após uma carreira militar em Janina. Apaixonado de Mercédès Herrera, ele é o rival de Edmond Dantès.
- nascida Mercédès Herrera / Condessa de Morcerf: noiva de Edmond Dantès no início da história, ela fica desesperada com o desaparecimento dele. Fernand Mondego após a sua traição consiga convencê-la da morte de Edmond Dantès, e casa com ela. Deste matrimónio, nasceu Albert de Morcerf. Ela será a segunda (após o armador Pierre Morrel) a reconhecer Edmond Dantès sob as aparências de Conde de Monte Cristo.
- Albert de Morcerf: filho de Mercédès e Fernand de Morcerf, Albert tornou-se amigo do Conde de Monte Cristo após uma aventura em Roma inteiramente manipulada pelo Conde de Monte Cristo.

### Família "Danglars"
- Barão Danglars: antigo empregado de escritório, ele é invejoso de tudo e de todos, arrivista, ele sabe em qualquer situação aproveitar-se. Danglars casa com a viúva do Marquês de Nargonne que desonrou o seu marido com Gérard de Villefort, o que segundo Danglars contribuiu consideravelmente a morta do primeiro marido.[4] Em seguida, ele torna-se um rico banqueiro graças entre outras coisas, os desfalques financeiros, a crise de Cem Mil Filhos de São Luís e às suas consequências que ele explorou amplamente em proveito do seus negócios e especulações. Marido complacente, ele é admiravelmente informado sobre a política doméstica e fora do governo pelo amante da esposa dele: Lucien Debray, secretário particular (e muito indiscreto) do Ministro do Interior.
- nascida Hermine de Servières / primeiro marido: Hermine Marquesa de Nargonne / segundo marido: Hermine Baronesa Danglars. Ela tenha tido uma relação amorosa com Gérard de Villefort, de quem tem um filho ilegítimo Benedetto.
- Eugénie Danglars: Filha do Barão Danglars e de Hermine Danglars.

### Família "de Villefort"
- Gérard de Villefort: substituto do Procurador de Marselha que aprisiona Edmond Dantès, posteriormente e rapidamente, ele é nomeado Procurador do Rei em Paris por fornecer informações importantes acerca do desembarque do Imperador Napoleão na França, proveniente da Ilha de Elba. Gérard de Villefort mantem Edmond Dantès preso e ao confinamento para proteger o seu pai Noirtier de Villefort e a sua própria carreira.
- Noirtier de Villefort: pai de Gérard de Villefort e avô de Valentine, Édouard (e, sem sabê-lo, Benedetto), antigo membro da Convenção, importante membro do partido bonapartista e a quem estava endereçada a carta enviada da Ilha de Elba por o Marechal Henri Gatien Bertrand que provocou a prisão de Dantès. Ele concentra todo o seu afecto na neta Valentine, apesar da sua doença (síndrome do encarceramento), ele vai lutar de forma que ela casa-se com Maximillien Morrel em vez do Barão Franz de Quesnel d'Épinay. Héloïse de Villefort tenta o envenenar mas ele toma uma medicação a base de brucina que anula os efeitos.
- nascida Renée de Saint-Méran / Renée de Villefort: Ela é a primeira esposa de Gérard de Villefort e a mãe de Valentine de Villefort.
- O Marquês de Saint-Méran e a Marquesa de Saint-Méran: os pais de Renée de Saint-Méran - esposa de Villefort, avós de Valentine. A Marquesa insiste a casar Valentine com o jovem Barão Franz de Quesnel d'Épinay. O casal morre envenenado por Héloïse de Villefort.
- Valentine de Villefort: filha de Gérard de Villefort e sua primeira esposa, Renée de Villefort (Saint-Méran), apaixonada por Maximillien Morrel, a família dela quer obrigar-la a casar com o Barão Franz de Quesnel d'Épinay.
- Héloïse de Villefort: segunda mulher de Gérard de Villefort, é responsável de vários homicídios por envenenamento na casa de Villefort: Marquês de Saint-Méran e a Marquesa de Saint-Méran, Barrois, Édouard de Villefort e tentativa sobre Noirtier de Villefort e Valentine de Villefort.
- Édouard de Villefort: único filho legítimo de Gérard de Villefort e da sua segunda esposa Héloïse, morre envenenado por Héloïse de Villefort.
- Benedetto: filho ilegítimo de Gérard de Villefort e de Hermine de Nargonne (Baronesa Danglars), salvo e criado por Bertuccio (mais tarde mordomo de Monte Cristo) e sua cunhada, Assunta Rogliano. Filho adoptivo de Bertuccio, ele foi renomeado por o Conde de Monte Cristo como Visconde Andrea Cavalcanti. Também foi prisioneiro "Número 59" e assassino de Gaspard Caderousse.

### Família "Morrel"
- Pierre Morrel: honesto e virtuoso armador de navios comerciais e empregador de Dantès no "Faraó", proprietário da sociedade Morrel & Filho. Ele é o único que ajudou Louis Dantès, pai de Edmond Dantès quando esse estava prisioneiro no Castelo de If. O Conde de Monte Cristo salvará o armador Morrel do suicídio em devolvendo-lhe (sob a aparência de Lorde Wilmore e com a "ajuda" de Simbad o Marujo) uma bolsa em couro que Morrel tinha dado com dinheiro ao pai Dantès para lhe evitar a miséria. Essa bolsa contém um diamante grande como uma avelã para a dote da sua filha Julie e liquidou as dividas do Morrel com a Casa de dívidas Thomson & French de Londres, credor do armador.[5]
- Senhora Morrel:  esposa de Pierre Morrel, mãe de Maximilien e de Julie.
- Maximilien Morrel: filho de Pierre Morrel, capitão do exército Spahis (Exército de terra da África do Norte francesa), é um protegido do Conde de Monte Cristo. Ele está apaixonado por Valentine de Villefort.
- nascida Julie Morrel / Julie Herbault: filha de Pierre Morrel. Ela recebe a sua dote de Simbad o Marujo: um diamante grande como uma avelã. Esposa de Emmanuel Herbault.
- Emmanuel Herbault: empregado da Morrel e Filho, que se torna marido de Julie.

### Outras personagens
- Louis Dantès: pai de Edmond Dantès, após o "desaparecimento" de Edmond, ele é apoiado por Mercédès Herrera e Pierre Morrel o ajuda discretamente ao nível financeiro por Pierre Morrel usando uma bolsa em couro.
- Gaspard Caderousse: Originalmente um alfaiate, um vizinho e amigo de Edmond Dantès, ele foi à falência após a detenção de Dantés. Ele torna-se dono da hospedaria "Auberge du Pont-du-Gard". Caderousse testemunha perante o Abade Busoni e afirma que são Fernand Mondego e Danglars em sua presença, que provocaram a queda de Edmond Dantès, com uma carta de denúncia escrita e enviada por eles. Ele confessa também dois erros: sob influência do álcool acreditou ingenuamente que era só uma piada; no dia seguinte egoistamente e com conhecimento de causa, Caderousse deixou proceder à detenção de Edmond Dantès com receio de represálias. Ele casou desde então com Madeleine Radelle conhecida como la Carconte. O Abade Busoni lhe oferece em contrapartida das suas "confidências", um diamante supostamente herdado de Edmond Dantès. Longe de fazer sua fortuna, é a última fase de decadência dele.
- Jacopo: Um traficante pobre que ajuda Dantès ganhar sua liberdade. Quando Jacopo provar sua lealdade altruísta, Dantès recompensa com seu próprio navio e tripulação.
- Luigi Vampa: Célebre bandido e fugitivo de Roma, cujo quartel-general encontram-se nas catacumbas de San Sebastiano fuori le mura ou debaixo das ruinas das Termas de Caracala. Ele lê em latim Commentarii de Bello Gallico de Júlio César e Epistulae morales ad Lucilium de Séneca, dirige uma faixa terrível de bandidos mas reconhece um único mestre na pessoa do Conde de Monte Cristo que salvou da pena de morta um membro do seu bando: Peppino. A biografia de Luigi Vampa é contado em detalhes por o hoteleiro romano "Mestre Pastrini" a Franz de Quesnel d'Épinay e Albert de Morcerf.[6]

Franz de Quesnel d'Épinay
Amigo de Albert de Morcef, conhece Edmund na Ilha de Monte Cristo sob o nome de Simbad, o marujo e se apresenta como Aladin nesse encontro. Após deixar Monte Cristo, vai para a Itália e reconhece o Conde de Monte Cristo como sendo Simbad, o marujo e passa a acompanhar o sujeito misterioso e gentil em sua estadia. 
- Peppino: anteriormente um pastor, ele é mais tarde um membro do bando de Luigi Vampa.
- Beauchamp: jovem e influente jornalista ao l'Impartial, jornal de opinião de oposição ao regime de Luís Filipe I. Amigo de Albert de Morcerf. É no jornal l'Impartial, que é publicado o artigo: "Escrevem-nos de Janina"[7] sob o impulso discreto do Conde de Monte Cristo. Esse artigo desencadeia o furor de Albert de Morcerf e Beauchamp abre uma investigação mais profunda a qual confirma o papel obscuro de Fernand de Morcerf. Por amizade com Albert de Morcerf, Beauchamp aceita de abafar o assunto. No entanto, a imprensa Parisiense inteira é alertada de maneira incógnita por o Conde de Monte Cristo, o jornal l'Impartial  tem de prosseguir a investigação provocando a desonra de Fernand de Morcerf.
- Ali Paxá de Tepelene:  líder nacionalista grego da região do Epiro, paxá de Janina, a quem o Conde de Morcerf trai, levando ao assassinato de Ali Paxá pelas mãos dos Turcos e da apreensão de seu reino. A esposa de Ali Paxá e sua filha, Haydée, são vendidas como escravas.
- Haydée : filha de Ali Paxá de Tepelene de Janina , ela foi vendida como escrava aos Turcos por Fernand de Morcerf na sequência da sua traição. O Conde de Monte Cristo a "adquire" ao comerciante de escravos El Kobbir e leva-a para Paris com o objectivo de desonrar Fernand de Morcerf.
- Barão Raul de Château-Renaud: Membro de uma família nobre e amigo de Albert de Morcerf.
- Barrois: Velho servo de confiança do senhor de Noirtier de Villefort; com Valentine de Villefort, ele é o único capaz de compreendê-lo. Ele morre no lugar do seu mestre, envenenado por Heloïse de Villefort.
- Doutor d'Avrigny: médico da família de Villefort, ele cuida de Noirtier de Villefort com uma medicação a base de brucina, a qual o imunize sem o saber, dos venenos da nora Heloïse de Villefort. O Doutor d'Avrigny é o primeiro a detectar a origem criminosa da morta do casal de Saint-Méran e de Barrois. Ao princípio, ele acusa Valentine de Villefort (criando um clima de terror na casa), depois ele abre os olhos o Procurador do Rei de Villefort sobre a verdadeira responsável: Heloïse de Villefort.
- General Flavien de Quesnel, Barão d'Épinay: General do Primeiro Imperio, ele foi recompensado para os seus serviços pelo Rei Luís XVIII.
- Barão Franz de Quesnel d'Épinay: amigo de Albert de Morcerf, o noivo de Valentine de Villefort.
- Lucien Debray: Secretário do Ministério do Interior. Um amigou de Albert de Morcerf, e um amante da senhora Danglars.
- Louise d'Armilly: Professora de música de Eugénie Danglars, sua melhor amiga.
- Francisco, jovem inteligente  e influente que tem um romance com Helena
- Monsieur de Boville: originalmente um inspector das prisões, mais tarde, um detetive da força de Paris.
- Major (também Marquês) Bartolomeo Cavalcanti: Velho homem que desempenha o papel de pai do príncipe Andrea Cavalcanti.

## Adaptações

### Teatro
Alexandre Dumas tirou três dramas de seu romance:
- Monte-Cristo (em dois atos) no Théâtre-Historique, dias 2 e 3 de fevereiro de 1848.
  - Monte Cristo, adaptação de Jacques Weber no Grande Halle de la Villette 24 de abril de 1987.
- O Conde de Morcerf (Le Comte de Morcerf) no Ambigu-Comique dia 1 de abril de 1851.
- Villefort no Ambigu-Comique dia 8 de maio de 1851.

### Cinema
- 1918: O Conde de Monte Cristo dirigido por Henri Pouctal
- 1929: Monte Cristo dirigido por Henri Fescourt com Jean Angelo, Lil Dagover, Gaston Modot, Marie Glory, Pierre Batcheff, Jean Toulout.
- 1934: O Conde de Monte Cristo dirigido por Rowland V. Lee com Robert Donat no papel de Edmond Dantès.
- 1943: O Conde de Monte-Cristo, dirigido por Robert Vernay, com Pierre Richard-Willm, Michèle Alfa, Aimé Clariond, Marcel Herrand, Lise Delamare, Henri Bosc
- 1948: O Segredo de Monte Cristo dirigido por Albert Valentin
- 1954: O Conde de Monte Cristo, dirigido por Robert Vernay, com Jean Marais, Lia Amanda, Roger Pigaut, Jacques Castelot, Paolo Stoppa, Jean-Pierre Mocky
- 1961: O Conde de Monte Cristo, dirigido por Claude Autant-Lara, com Louis Jourdan, Yvonne Furneaux, Pierre Mondy, Bernard Dhéran, Claudine Coster, Yves Rénier, Mary Marquet
- 1968: Sob o sinal de Monte Cristo, dirigido por André Hunebelle, com Paul Barge, Claude Jade, Anny Duperey, Pierre Brasseur, Michel Auclair, Raymond Pellegrin
- 1975: O Conde de Monte Cristo, dirigido por David Greene, com Richard Chamberlain, Tony Curtis, Trevor Howard
- 2002: O Conde de Monte Cristo, dirigido por Kevin Reynolds, com Jim Caviezel, Guy Pearce, Dagmara Domińczyk, Richard Harris
- 2024ː O Conde de Monte Cristo, escrito e dirigido por Alexandre de La Patellière e Matthieu Delaporte, estrelado por Pierre Niney

### Série de televisão
- 1979: O Conde de Monte Cristo, dirigido por Denys de La Patellière, com Jacques Weber no papel de Edmond Dantes. Filmado em Portugal com a participação de vários actores e técnicos português.
- 1998:  O Conde de Monte Cristo, dirigido por Josée Dayan em 4 episódios de 100 minutos com Gérard Depardieu, Ornella Muti, Pierre Arditi, Jean Rochefort, Roland Blanche, Michel Aumont, Julie Depardieu, Christopher Thompson, Georges Moustaki, Jean-Claude Brialy
- 2009: Ezel - série turca.
- 2011: Revenge - série americana da ABC foi inspirada em O Conde de Monte Cristo.
- 2013: Intikam - série turca do canal Kanal D, trata-se de um remake de Revenge.
- 2016: A série de TV estadunidense Once Upon a Time traz para sua trama o protagonista de O Conde de Monte Cristo em sua sexta temporada, interpretado pelo australiano Craig Horner.
- 2016: Drama Coreano Goodbye Mr. Black cuja história original foi inspirada no romance.

### Anime
- 2005: Gankutsuō escrito por Mahiro Maeda

### Novelas
- Eu Compro esta Mulher - telenovela brasileira da TV Globo, inspirada em O Conde de Monte Cristo.
- La Dueña - telenovela venezuelana produzida pela Venezolana de Television em 1984.
- Yo compro esa mujer - telenovela mexicana produzida pela Televisa em 1990.
- Chocolate com Pimenta - Novela brasileira da TV Globo, possui traços da história de O Conde de Monte Cristo.
- Começar de Novo - Novela brasileira da TV Globo, foi inspirada em O Conde de Monte Cristo.
- Prova de Amor - Novela da Record TV teve inspiração em O Conde de Monte Cristo para a história do Daniel Avelar.
- Vingança - telenovela portuguesa produzida pela SIC em 2007.
- Avenida Brasil - novela brasileira da TV Globo, possui traços da história de O Conde de Monte Cristo.
- Flor do Caribe - novela brasileira da TV Globo, possui traços da história de O Conde de Monte Cristo.
- La Patrona - telenovela produzida pela Telemundo (2013), trás a versão feminina e mais recente de Edmond Dantès, protagonizada por Aracely Arámbula. (Remake de La Dueña).
- Santa Bárbara - telenovela portuguesa produzida pela TVI em 2015, trata-se de um remake de La Patrona.
- Yago - telenovela mexicana produzida pela Televisa em 2016, trata-se de um remake de Ezel.
- Ouro Verde - Novela portuguesa exibida pela TVI em 2017.
- O Outro Lado do Paraíso - Novela das 9 da Rede Globo é inspirada em O Conde de Monte Cristo.